# Gouvernement Couillard
 (janvier 2025).
La mise en forme du texte ne suit pas les recommandations de Wikipédia : il faut le « wikifier ».
Les points d'amélioration suivants sont les cas les plus fréquents :
- Les titres sont pré-formatés par le logiciel. Ils ne sont ni en capitales, ni en gras.
- Le texte ne doit pas être écrit en capitales (les noms de famille non plus), ni en gras, ni en italique, ni en « petit »…
- Le gras n'est utilisé que pour surligner le titre de l'article dans l'introduction, une seule fois.
- L'italique est rarement utilisé : mots en langue étrangère, titres d'œuvres, noms de bateaux, etc.
- Les citations ne sont pas en italique mais en corps de texte normal. Elles sont entourées par des guillemets français : « et ».
- Les listes à puces sont à éviter, des paragraphes rédigés étant largement préférés. Les tableaux sont à réserver à la présentation de données structurées (résultats, etc.).
- Les appels de note de bas de page (petits chiffres en exposant, introduits par l'outil «  Source ») sont à placer entre la fin de phrase et le point final[comme ça].
- Les liens internes (vers d'autres articles de Wikipédia) sont à choisir avec parcimonie. Créez des liens vers des articles approfondissant le sujet. Les termes génériques sans rapport avec le sujet sont à éviter, ainsi que les répétitions de liens vers un même terme.
- Les liens externes sont à placer uniquement dans une section « Liens externes », à la fin de l'article. Ces liens sont à choisir avec parcimonie suivant les règles définies. Si un lien sert de source à l'article, son insertion dans le texte est à faire par les notes de bas de page.
- La présentation des références doit suivre les conventions bibliographiques. Il est recommandé d'utiliser les modèles {{Ouvrage}}, {{Chapitre}}, {{Article}}, {{Lien web}} et/ou {{Bibliographie}}. Le mode d'édition visuel peut mettre en forme automatiquement les références.
- Insérer une infobox (cadre d'informations à droite) n'est pas obligatoire pour parachever la mise en page.

Pour une aide détaillée, merci de consulter Aide:Wikification.
Si vous pensez que ces points ont été résolus, vous pouvez retirer ce bandeau et améliorer la mise en forme d'un autre article.
Monarchie constitutionnelle à régime parlementaire
Gouvernement 
Pauline Marois Gouvernement
 François Legault
Le gouvernement Couillard est le gouvernement formé par le premier ministre Philippe Couillard, chef du Parti libéral du Québec.  Il a exercé le pouvoir de 2014 à 2018. 
Ce gouvernement est formé le 23 avril 2014 à la suite des élections générales du 7 avril 2014.  Il succède ainsi au gouvernement  de Pauline Marois. 
Il s'agit d'un gouvernement majoritaire. Il prend fin le 18 octobre 2018 lorsque le Parti libéral du Québec perd les élections de octobre 2018.
Le gouvernement Legault lui succède.

## Composition

### Composition initiale (23avril2014)
| Fonctions | Titulaire            |
| --- | -------------------- |
| Premier ministre | Philippe Couillard   |
| Vice-première ministre | Lise Thériault       |
| Ministre de la Santé et des Services sociaux                                                                               | Gaétan Barrette      |
| Ministre des Finances | Carlos J. Leitão     |
| Ministre de l'Économie, de l'Innovation et des Exportations                                                                | Jacques Daoust       |
| Président du Conseil du Trésor                                                                                             | Martin Coiteux       |
| Vice-président du Conseil du Trésor                                                                                        | Pierre Arcand        |
| Ministre de l'Éducation, du Loisir et du Sport                                                                             | Yves Bolduc          |
| Ministre de l'Enseignement supérieur, de la Recherche et des Sciences                                                      | Yves Bolduc          |
| Ministre de la Culture et des Communications                                                                               | Hélène David         |
| Ministre de la Sécurité publique                                                                                           | Lise Thériault       |
| Ministre de la Justice | Stéphanie Vallée     |
| Ministre de l'Immigration, de la Diversité et de l'Inclusion                                                               | Kathleen Weil        |
| Ministre du Développement durable, de l'Environnement et de la Lutte aux changements climatiques                           | David Heurtel        |
| Ministre des Transports | Robert Poëti         |
| Ministre de la Famille | Francine Charbonneau |
| Ministre des Affaires municipales et de l'Occupation du territoire                                                         | Pierre Moreau        |
| Ministre de l'Agriculture, des Pêcheries et de l'Alimentation                                                              | Pierre Paradis       |
| Ministre des Forêts, de la Faune et des Parcs                                                                              | Laurent Lessard      |
| Ministre des Relations internationales et de la Francophonie                                                               | Christine St-Pierre  |
| Ministre de l'Énergie et des Ressources naturelles                                                                         | Pierre Arcand        |
| Ministre de l'Emploi et de la Solidarité sociale                                                                           | François Blais       |
| Ministre du Travail | Sam Hamad            |
| Ministre du Tourisme | Dominique Vien       |
| Ministre responsable de l'Accès à l'information et de la Réforme des institutions démocratiques                            | Jean-Marc Fournier   |
| Ministre responsable de l'Administration gouvernementale et de la Révision permanente des programmes                       | Hélène David         |
| Ministre responsable des Affaires autochtones                                                                              | Geoffrey Kelley      |
| Ministre responsable des Affaires intergouvernementales canadiennes et de la Francophonie canadienne                       | Jean-Marc Fournier   |
| Ministre responsable des Aînés et de la Lutte contre l'intimidation                                                        | Francine Charbonneau |
| Ministre responsable de la Condition féminine                                                                              | Stéphanie Vallée     |
| Ministre responsable des dossiers jeunesse                                                                                 | Philippe Couillard   |
| Ministre responsable du Plan nord                                                                                          | Pierre Arcand        |
| Ministre responsable de la Protection et de la Promotion de la langue française                                            | Hélène David         |
| Ministre délégués |                      |
| Ministre délégué aux Mines                                                                                                 | Luc Blanchette       |
| Ministre délégué aux Petites et moyennes entreprises, à l'Allègement réglementaire et au Développement économique régional | Jean-Denis Girard    |
| Ministre déléguée à la Réadaptation, à la Protection de la jeunesse et à la Santé publique                                 | Lucie Charlebois     |
| Ministre délégué aux Transports et à l'Implantation de la stratégie maritime                                               | Jean D'Amour         |
| Ministres responsables des régions                                                                                         |                      |
| Abitibi-Témiscamingue | Luc Blanchette       |
| Bas-St-Laurent | Jean D'Amour         |
| Capitale-Nationale | Sam Hamad            |
| Centre-du-Québec | Laurent Lessard      |
| Chaudière-Appalaches | Dominique Vien       |
| Côte-Nord | Yves Bolduc          |
| Estrie | Pierre Paradis       |
| Gaspésie–Îles-de-la-Madeleine                                                                                              | Jean D'Amour         |
| Lanaudière | Pierre Arcand        |
| Laurentides | Pierre Arcand        |
| Laval | Francine Charbonneau |
| Mauricie | Jean-Denis Girard    |
| Montérégie | Pierre Moreau        |
| Montréal | Robert Poëti         |
| Nord-du-Québec | Luc Blanchette       |
| Outaouais | Stéphanie Vallée     |
| Saguenay–Lac-Saint-Jean | Philippe Couillard   |

### Remaniement du27 février 2015
- François Blais : ministre de l'Éducation, de l'Enseignement supérieur et de la Recherche, ministre responsable du Loisir et du Sport.
- Sam Hamad : ministre du Travail, de l'Emploi et de la Solidarité sociale, ministre responsable de la région de la Capitale-Nationale.
- Pierre Arcand : ministre de l'Énergie et des Ressources naturelles, ministre responsable du Plan Nord, responsable des régions des Laurentides, de Lanaudière et de Côte-Nord.

### Remaniement du28 janvier 2016
- Sam Hamad : président du Conseil du Trésor, ministre responsable de l'Administration gouvernementale et de la Révision permanente des programmes, ministre responsable de la région de la Capitale-Nationale.
- Jacques Daoust : ministre des Transports, de la Mobilité durable et de l'Électrification des transports.
- Martin Coiteux : ministre des Affaires municipales et de l'Occupation du territoire, ministre de la Sécurité publique, ministre responsable de la région de Montréal.
- Pierre Moreau : ministre de l'Éducation et de l'Enseignement supérieur, ministre responsable de la région de la Montérégie.
- Francine Charbonneau : ministre responsable des Aînés et de la Lutte contre l'intimidation, ministre responsable de la région de Laval.
- François Blais : ministre de l'Emploi et de la Solidarité sociale.
- Dominique Vien : ministre responsable du Travail, ministre responsable de la région de Chaudière-Appalaches.
- Dominique Anglade : ministre de l'Économie, de la Science et de l'Innovation, ministre responsable de la Stratégie numérique.
- Rita de Santis : ministre responsable de l'Accès à l'information et de la Réforme des institutions démocratiques.
- Julie Boulet : ministre du Tourisme, ministre responsable de la Mauricie.
- Sébastien Proulx : ministre de la Famille, ministre responsable de la Gaspésie-Îles-de-la-Madeleine.
- Luc Fortin : ministre délégué au Loisir et au Sport, ministre responsable de la région de l'Estrie.
- Gaétan Barrette : ministre de la Santé et des Services sociaux.
- Carlos J. Leitao : ministre des Finances.
- David Heurtel : ministre du Développement durable, de l'Environnement et de la Lutte aux changements climatiques.
- Lise Thériault : vice-première ministre, ministre responsable des Petites et Moyennes Entreprises, de l’Allègement réglementaire et du Développement économique régional, ministre responsable de la Condition féminine, ministre responsable de Lanaudière.
- Kathleen Weil : ministre de l'Immigration, de la Diversité et de l'Inclusion.
- Jean-Marc Fournier : leader du gouvernement et ministre responsable des Relations canadiennes et de la Francophonie canadienne.
- Christine St-Pierre : ministre des Relations internationales et de la Francophonie, ministre responsable des Laurentides.
- Lucie Charlebois : ministre déléguée à la Réadaptation, à la Protection de la jeunesse, à la Santé publique et aux Saines habitudes de vie.
- Stéphanie Vallée : ministre de la Justice, ministre responsable de la région de l'Outaouais.
- Pierre Arcand : ministre de l'Énergie et des Ressources naturelles, ministre responsable du Plan Nord et de la région Côte-Nord.
- Hélène David : ministre de la Culture et des Communications, ministre responsable de la Protection et de la Promotion de la langue française.
- Pierre Paradis : ministre de l'Agriculture, des Pêcheries et de l'Alimentation.
- Laurent Lessard : ministre des Forêts, de la Faune et des Parcs, ministre responsable du Centre-du-Québec.
- Geoffrey Kelley : ministre responsable des Affaires autochtones.
- Jean D'Amour : ministre délégué aux Affaires maritimes, ministre responsable du Bas-Saint-Laurent.
- Luc Blanchette : ministre délégué aux Mines, responsable de la région Abitibi-Témiscamingue et responsable de la région Nord-du-Québec.

### Remaniement du22 février 2016
- Pierre Moreau : ministre délégué aux Finances.
- Sébastien Proulx : ministre de l'Éducation, du Loisir et du Sport, ministre de la Famille, ministre responsable de la Gaspésie-Îles-de-la-Madeleine.
- Hélène David : ministre responsable de l'Enseignement supérieur.
- Luc Fortin : ministre de la Culture et des Communications, ministre responsable de la Protection et de la Promotion de la langue française, ministre responsable de la région de l'Estrie .
- Lucie Charlebois : ministre déléguée à la Réadaptation, à la Protection de la Jeunesse, à la Santé publique et aux Saines habitudes de vie, ministre responsable de la Montérégie.

### Remaniement du13 avril 2016
- Carlos J. Leitao : ministre des Finances, président du Conseil du trésor, ministre responsable de l'Administration gouvernementale et de la Révision permanente des programmes.
- François Blais : ministre de l'Emploi et de la Solidarité sociale, ministre responsable de la région de la Capitale-Nationale.

### Remaniement du20 août 2016
- Laurent Lessard : ministre des Transports, de la Mobilité durable et de l'Électrification des transports.
- Luc Blanchette : ministre des Forêts, de la Faune et des Parcs.
- Pierre Arcand : ministre de l'Énergie et des Ressources naturelles. (Obtient le dossier des Mines)

### Remaniement du16 janvier 2017
- Pierre Moreau : président du Conseil du Trésor, ministre responsable de l'Administration gouvernementale et de la Révision permanente des programmes.

### Remaniement du26 janvier 2017
- Laurent Lessard : ministre des Transports, de la Mobilité durable et de l'Électrification des transports, ministre de l'Agriculture, des Pêcheries et de l'Alimentation.

### Remaniement du11 octobre 2017
- André Fortin : ministre des Transports, de la Mobilité durable et de l'Électrification des transports.
- Marie Montpetit : ministre de la Culture et des Communications, ministre responsable de la Protection et de la Promotion de la langue française.
- Isabelle Melançon  : ministre du Développement durable, de l'Environnement et de la Lutte contre les changements climatiques.
- Véronyque Tremblay : ministre déléguée aux Transports.
- Robert Poëti : ministre délégué à l'Intégrité des marchés publics et des Ressources informationnelles.
- Stéphane Billette : ministre délégué aux Petites et moyennes entreprises, de l'Allègement réglementaire et du Développement économique régional.
- Sébastien Proulx : ministre de l'Éducation, du Loisir et du Sport, ministre responsable de la région de la Capitale-Nationale.
- Pierre Moreau : ministre de l'Énergie et des Ressources naturelles, ministre responsable du Plan Nord.
- Dominique Anglade : vice-première ministre, ministre de l'Économie, de la Science et Innovation, ministre responsable de la Stratégie numérique.
- David Heurtel : ministre de l'Immigration, de la Diversité et de l'Inclusion.
- Kathleen Weil : ministre responsable de l'Accès à l'Information et de la Réforme des institutions démocratiques, ministre responsable des Relations avec les Québécois d'expression anglaise.
- Pierre Arcand : président du Conseil du trésor, ministre responsable de l'Administration gouvernementale et de la Révision permanente des programmes.
- Lise Thériault : ministre responbable de la Protection des consommateurs et de l'Habitation.
- Hélène David : ministre responsable de la Condition féminine, ministre responsable de l'Enseignement supérieur.
- Luc Fortin : ministre de la Famille.
- Laurent Lessard : ministre de l'Agriculture, des Pêcheries et de l'Alimentation.
- François Blais : ministre de l'Emploi et de la Solidarité sociale.
- Martin Coiteux : ministre de la Sécurité publique, ministre des Affaires municipales et de l'Occupation du territoire.
- Jean-Marc Fournier : leader parlementaire, ministre des Relations canadiennes et de la Francophonie canadienne.
- Christine St-Pierre : ministre des Relations internationales et de la Francophonie canadienne.
- Julie Boulet : ministre du Tourisme.
- Geoffrey Kelley : ministre responsable des Affaires autochtones.
- Luc Blanchette : ministre des Forêts, de la Faune et des Parcs.
- Dominique Vien : ministre responsable du Travail.
- Francine Charbonneau : ministre responsable des Aînés et de la Lutte contre l'intimidation.
- Lucie Charlebois : ministre déléguée à la Réadaptation, à la Protection de la jeunesse, à la Santé publique et aux Saines habitudes de vie.
- Jean D'Amour : ministre délégué aux Affaires maritimes.

## Principales réalisations

### Lois du gouvernement Couillard
Le gouvernement Couillard a introduit les grandes lois suivantes à l'Assemblée Nationale du Québec :
| Nom | Défendue par le Ministre | Adoption          | Domaine               |
| --- | ------------------------ | ----------------- | --------------------- |
| Loi concernant l’inspecteur général de la Ville de Montréal | Pierre Moreau            | 12 juin 2014      | Démocratie            |
| Loi limitant les activités pétrolières et gazières et d’autres dispositions législatives | Pierre Arcand            | 13 juin 2014      | Ressources naturelles |
| Loi modifiant l’organisation et la gouvernance du réseau de la santé et des services sociaux notamment par l’abolition des agences régionales                                                        | Gaétan Barrette          | 7 février 2015    | Santé                 |
| Loi regroupant la Commission de l’équité salariale, la Commission des normes du travail et la Commission de la santé et de la sécurité du travail et instituant le Tribunal administratif du travail | Sam Hamad                | 11 juin 2015      | Travail               |
| Loi sur les mesures de transparence dans les industries minière, pétrolière et gazière | Luc Blanchette           | 21 octobre 2015   | Ressources naturelles |
| Loi visant notamment à rendre l’administration de la justice plus efficace et les amendes aux mineurs plus dissuasives                                                                               | Stéphanie Vallée         | 19 novembre 2015  | Justice               |
| Loi visant à renforcer la lutte contre le tabagisme | Lucie Charlebois         | 26 novembre 2015  | Santé                 |
| Loi visant l’amélioration de la situation juridique de l’animal | Pierre Paradis           | 4 décembre 2015   | Bien-être animal      |
| Loi sur l’immatriculation des armes à feu | Pierre Moreau            | 10 juin 2016      | Sécurité              |
| Loi visant à réduire le coût de certains médicaments couverts par le régime général d’assurance médicaments en permettant le recours à une procédure d’appel d’offres                                | Gaétan Barrette          | 10 juin 2016      | Santé                 |
| Loi sur les activités funéraires | Gaétan Barrette          | 10 juin 2016      | Activité funéraires   |
| Loi accordant le statut de capitale nationale à la Ville de Québec et augmentant à ce titre son autonomie et ses pouvoirs                                                                            | Coiteux Martin           | 8 décembre 2016   | Municipalités         |
| Loi visant principalement à reconnaître que les municipalités sont des gouvernements de proximité et à augmenter à ce titre leur autonomie et leurs pouvoirs                                         | Coiteux Martin           | 16 juin 2017      | Municipalités         |
| Loi modifiant le Code de procédure pénale et la Loi sur les tribunaux judiciaires afin de favoriser l’accès à la justice et la réduction des délais en matière criminelle et pénale                  | Stéphanie Vallée         | 16 juin 2017      | Justice               |
| Loi augmentant l’autonomie et les pouvoirs de la Ville de Montréal, métropole du Québec | Coiteux Martin           | 21 septembre 2017 | Municipalités         |
| Loi favorisant le respect de la neutralité religieuse de l’État et visant notamment à encadrer les demandes d’accommodements pour un motif religieux                                                 | Stéphane Vallée          | 18 octobre 2017   | Laïcité               |
| Loi encadrant l’approvisionnement en médicaments génériques par les pharmaciens propriétaires et modifiant diverses dispositions législatives                                                        | Gaétan Barrette          | 23 novembre 2017  | Santé                 |
| Loi favorisant la surveillance des contrats des organismes publics et instituant l’Autorité des marchés public                                                                                       | Carlos Leitão            | 29 novembre 2017  | Démocratie            |
| Loi visant à accroître la compétence et l’indépendance du commissaire à la lutte contre la corruption et du Bureau des enquêtes indépendante                                                         | Coiteux Martin           | 14 février 2018   | Démocratie            |
| Loi favorisant le respect de la neutralité religieuse de l’État et visant notamment à encadrer les demandes d’accommodements pour un motif religieux                                                 | Stéphane Vallée          | 18 octobre 2017   | Laïcité               |
| Loi constituant la Société québécoise du cannabis, édictant la Loi encadrant le cannabis et modifiant diverses dispositions en matière de sécurité routière                                          | Lucie Charlebois         | 12 juin 2018      | Santé                 |
| Loi sur la protection de la confidentialité des sources journalistiques | Stéphanie Vallée         | 15 juin 2018      | Démocratie            |